# Llanceta

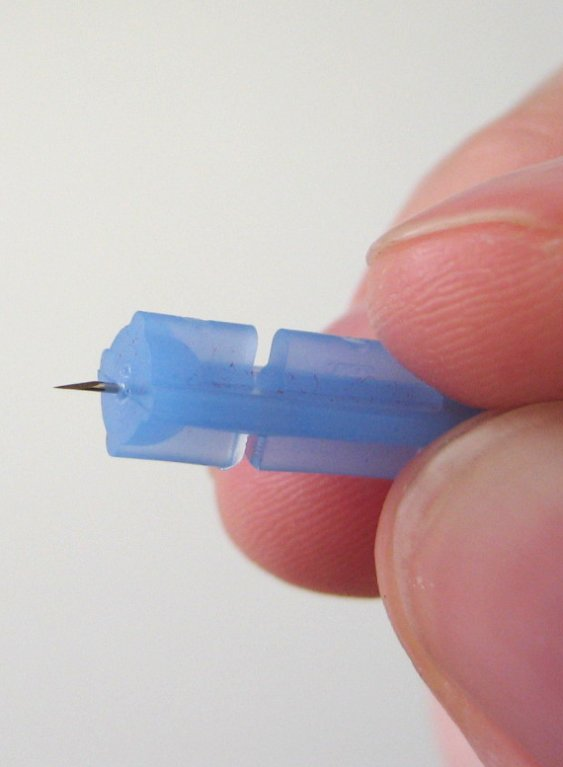
Llanceta quadrada estàndard

Una llanceta o llanceta per a sang, és un petit instrument mèdic usat per al mostreig de sang capil·lar. Pot ser similar a un petit bisturí però sol portar una agulla de vegades una fulla de doble tall.
Les llancetes s'utilitzen per fer puncions, com una punció en el dit, per obtenir petites mostres de sang i són generalment d'un sol ús. Les llancetes també s'utilitzen per punxar la pell en les proves per buscar al·lèrgies.

## Porta-llancetes

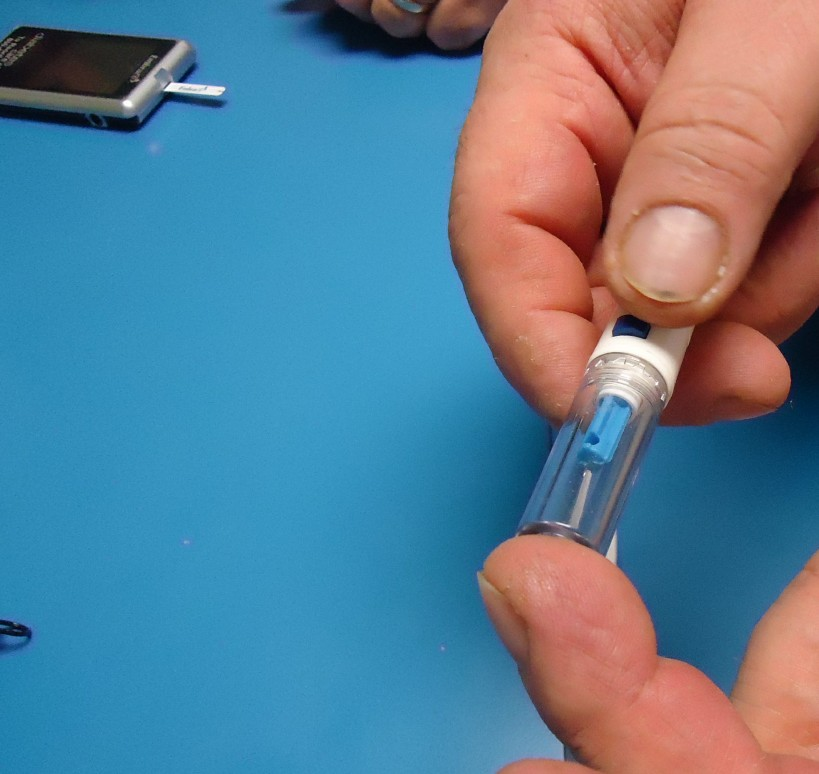
Porta-llancetes senzill

Un porta-llancetes és un dispositiu per prendre mostres de sang, també conegut com a instrument de punció, és un instrument re-utilitzable equipat amb una llanceta d'un sol ús. Normalment és utilitzat per les persones que pateixen diabetis per a controlar periòdicament els nivells de glucosa en sang.
Un fet important de remarcar, és que la major part de models funcionen d'una forma semblant al percussor d'una pistola, tant si son d'armat previ o com de dispar directe, disparen l'agulla i la fan recular cap al darrere, fent la punció molt ràpida i pràcticament indolora, encara que suficient per a perforar el capil·lar i fer sortir una goteta de sang.
La profunditat de la penetració en la pell es pot ajustar per a diferents grossors de pell, així mateix, els dispositius de punció llargs s'utilitzen per a l'anàlisi de sang del cuir cabellut fetal per obtenir una mesura de l'estat àcid base del fetus.

## Mostreig de sang
Les petites mostres de sang capil·lar obtingudes es poden utilitzar per mesurar els nivells de glucosa en sang, hemoglobina com també per analitzar altres components de la sang.

## Galeria

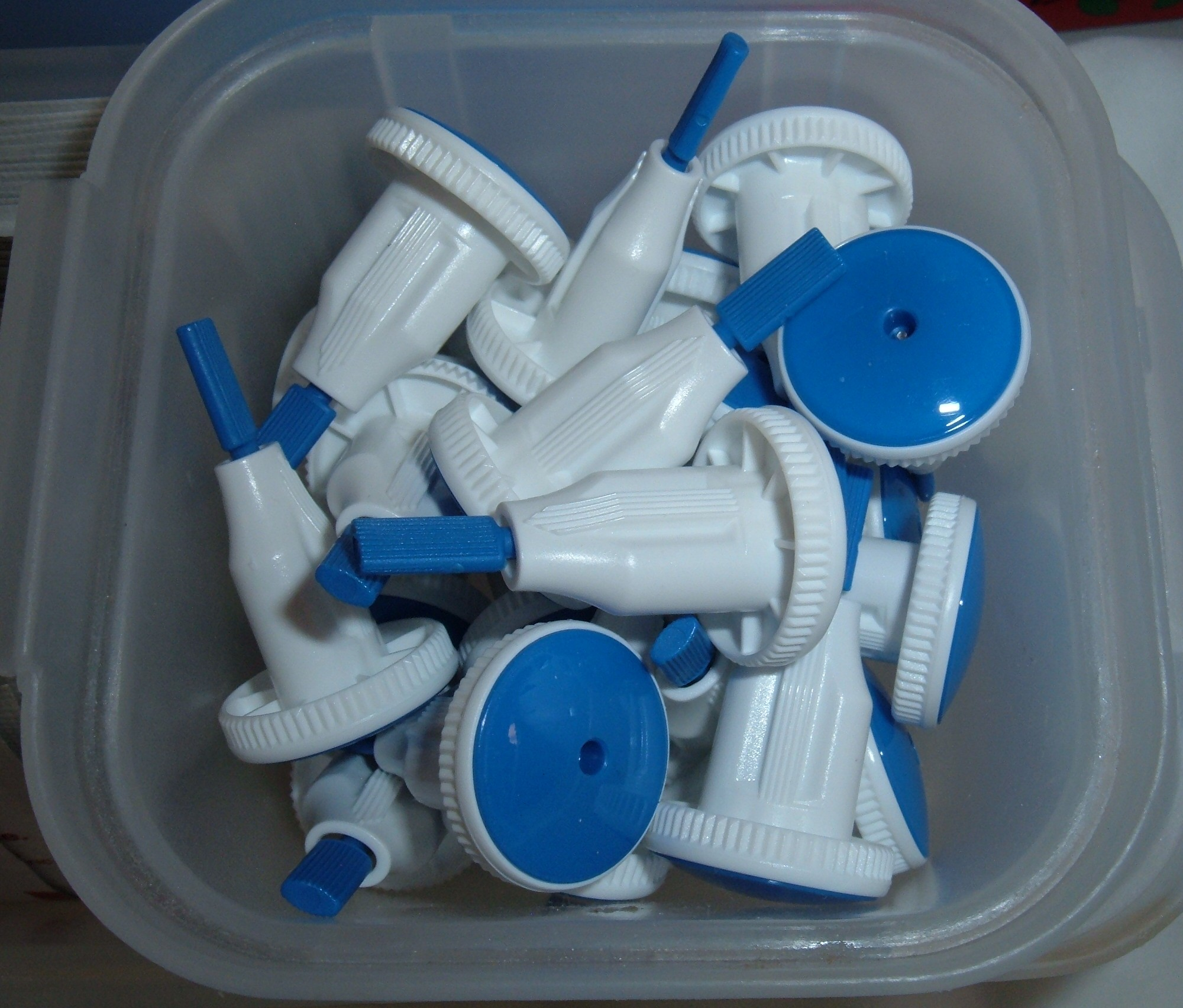
Caixa de llancetes d'un sol ús
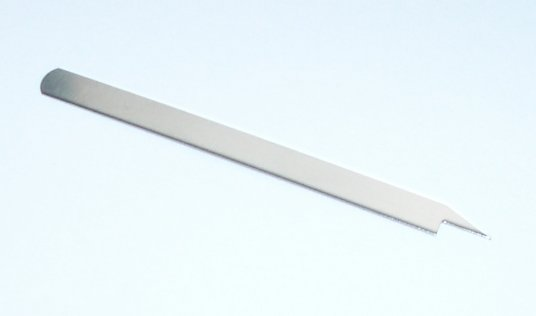
Llanceta de làmina
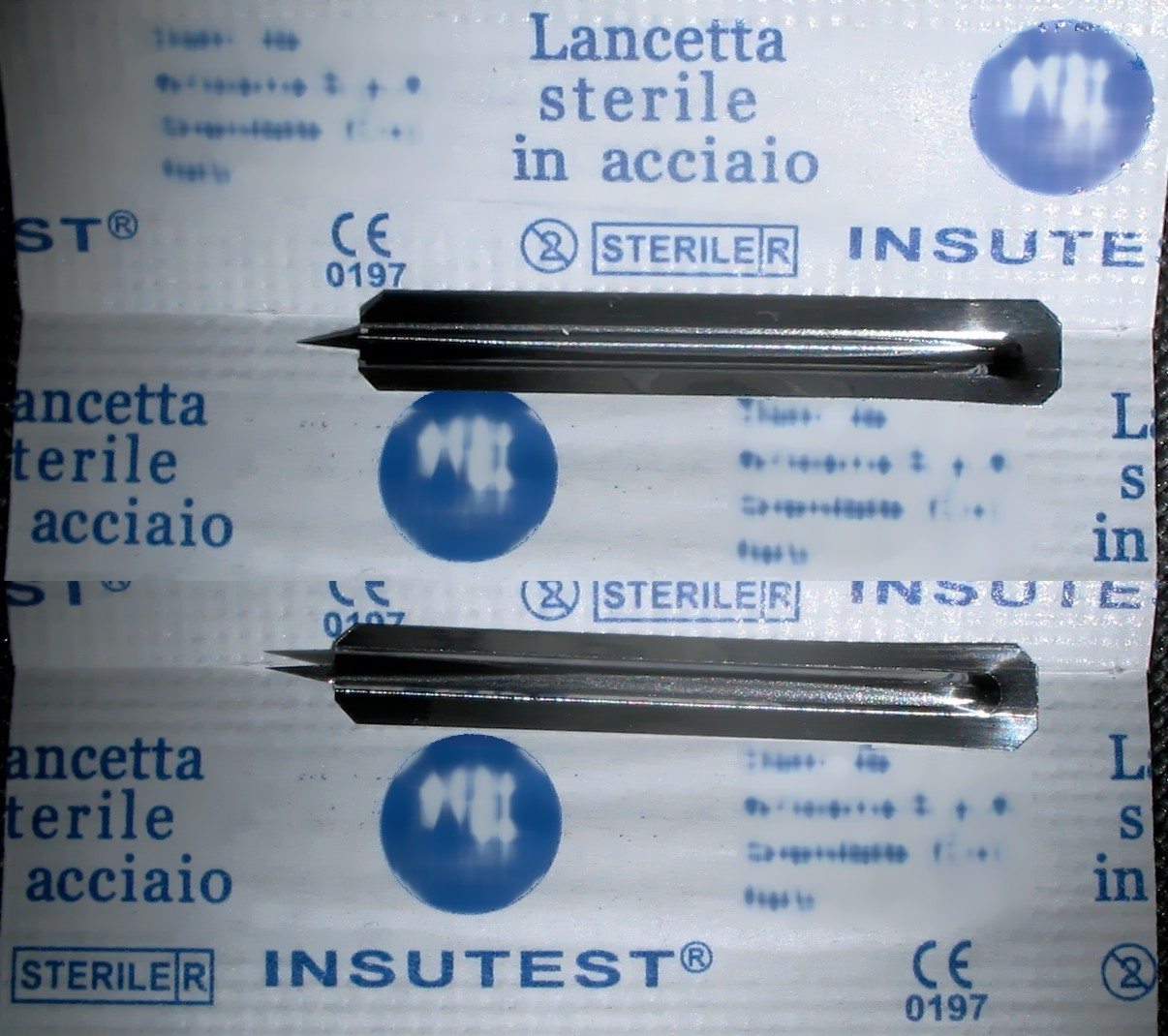
Llanceta quadrada estàndard
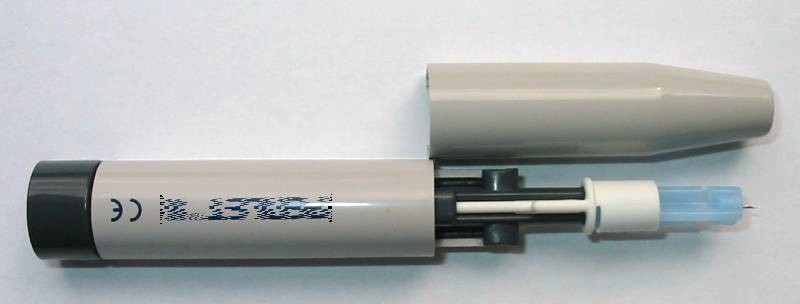
Porta-llancetes
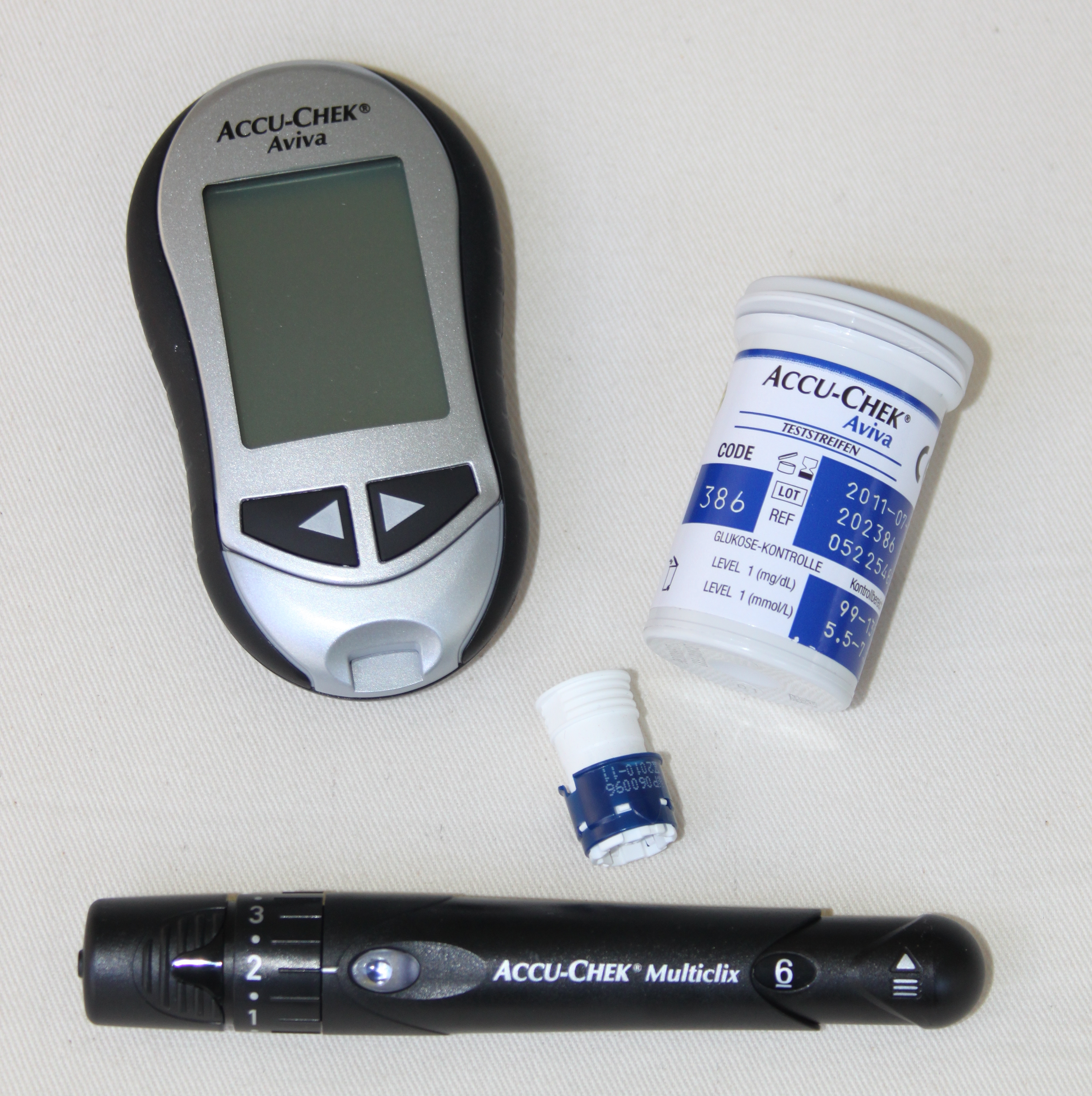
Sistema Accu-Chek Aviva 2